# 坂牧良太
坂牧 良太（さかまき りょうた、1975年9月1日 - ）は日本の映画監督、脚本家。

## 来歴
東京都港区在住。10代から演劇、パフォーマンス活動を開始。2001年自主制作映画「GAMER'S」を製作し、一部で熱狂的な人気を博す。2003年公開映画「こぼれる月」では自ら体験した神経症など精神症状を持つ者同士の恋愛を描き、第5回ドービル・アジア映画祭（フランス）では、DVコンペティション部門に選ばれグランプリを受賞する。

## 作品

### 映画
- GAMER'S（自主制作・2001年）
- こぼれる月（2003年）
- 幽霊より怖い話 シリーズ（2005年）
- 官能小説（2007年）
- 官能小説 愛憎編（2007年）
- 死刑ドットネット（2010年）
- 死刑ドットネット ターン・ゼロ（2011年）
- Waiting on the Street
- 月曜日のデート
- ひかりをあててしぼる（2016年）[1]

### 舞台
- アンチリアル（2007年10月〜11月予定）作・演出
- ひかりをあててしぼる（2011年）脚本・演出[1]

### 書籍
- 幽霊より怖い話—ほんとうに怖いのは人間たちである (竹書房文庫・2005年)